# Clausena dentata
Clausena dentata är en vinruteväxtart som först beskrevs av Carl Ludwig von Willdenow, och fick sitt nu gällande namn av Max Joseph Roemer. Clausena dentata ingår i släktet Clausena och familjen vinruteväxter. Utöver nominatformen finns också underarten C. d. pubescens.